# تسريب عبر الشريان الكبدي
التسريب عبر الشريان الكبدي هو إجراء طبي يهدف إلى إيصال العلاج الكيميائي إلى الكبد مباشرةً، غالبًا ما يتشارك هذا الإجراء مع المعالجة الكيميائية الجهازية، ويلعب دورًا رئيسيا في تدبير النقائل الكبدية لدى مرضى سرطان القولون والمستقيم. على الرغم من أن الاستئصال الجراحي للنقائل الكبدية هو التدبير المعياري للحالة، إلا أن أغلب النقائل غير قابلة للاستئصال. تحصل الخلايا الكبدية على إمدادها الدموي من مصدرين مختلفين: الدوران الشرياني الكبدي، والدوران البابي، يغذي الأخير الخلايا الكبدية الطبيعية بشكل أساسي، بينما تستمد النقائل الكبدية إمدادها الدموي من الدوران الشرياني الكبدي، ما يسمح لأدوية العلاج الكيميائي بالوصول مباشرةً إلى الخلايا السرطانية، عند تسريبها عبر الشريان الكبدي. قارنت دراسات مختلفة بين نتائج تسريب العلاج الكيميائي عبر الشريان الكبدي والتسريب الجهازي، إذ قارن الباحثون الاستجابة عند تسريب الفلوكسيريدين عبر الشريان الكبدي، مع الاستجابة عند التسريب الجهازي للفلوروبيريميدين، وتبين أن الاستجابة أكبر في الحالة الأولى، لكن دون زيادة معدل بُقيا المريض. بذلت جهود كبيرة في سبيل زيادة فعالية وأمان التسريب عبر الشريان الكبدي، وذلك عن طريق استخدام مزيج من الفلوكسيريدين والديكساميتازون، ما حسن كل من الاستجابة للعلاج ومعدل البُقيا الوسطي للمرضى المُعالجين. استخدمت دراسة مختلفة مزيجًا من الفلوكسيريدين واللوكوفيرين للتسريب عبر الشريان الكبدي، ما حسن معدل الاستجابة، وقلل السمية الصفراوية الناتجة عن الفلوكسيريدين. أظهرت دراسات أخرى نتائج واعدة عند التثبيت الجراحي لمضخة للتسريب عبر الشريان الكبدي، بالاشتراك مع تسريب الأوكساليبلاتين أو الإيرينوتيكان جهازيًا، ما زاد الاهتمام بالتسريب عبر الشريان الكبدي كخيار علاجي لمرضى سرطان القولون والمستقيم المترافق بنقائل كبدية غير قابلة للاستئصال الجراحي. توصي الدراسات بأن يقتصر هذا الإجراء على المراكز المتمرسة بالتثبيت الجراحي للمضخة، والمتمتعة بالتجهيزات التقنية المتعلقة بالعلاج الكيميائي الموضعي.

## طريقة الإجراء
يخضع المرضى لتصوير شرياني لدراسة تدفق الدم إلى الكبد، واستقصاء أي تشوهات تشريحية في الكبد قبل وضع المضخة. يبدأ الإجراء بعملية فتح بطن استقصائي لتحديد طبيعة الورم غير القابل للاستئصال، تُتبَع باستئصال المرارة، لتفادي التهاب المرارة المحرض بالعلاج. يُربَط كل من الشريان المعدي العفجي القاصي، والشريان المعدي الأيمن، والفروع الشريانية الصغيرة التي تغذي المعدة، والعفج. تهدف عملية إزالة توعية المعدة والجزء الداني من العفج إلى تفادي حدوث إرواء زائد للكبد. تُثبت القثطرة عند الوصل بين الشرايين الكبدية الأصلية والمخصوصة وتُثبت إلى الشريان المعدي العفجي (غالبًا)، أو الزلاقي، بينما توضع المضخة في جيب تحت الجلد. وفي النهاية لتحري الوضع الصحيح للقثطرة، والإرواء الكبدي، والتأكد من عدم وجود تسريب إضافي، تُحقَن صبغة (الفلوروسين أو أزرق الميثيلين) داخل المضخة. وقبل إعطاء الأدوية الأساسية المُزمَع إعطاؤها عبر المضخة، يُجرى مسح الألبومين المتكدس بأكوام كبيرة الموسوم بالتكنسيوم-99 لتأكيد التروية الكبدية الكافية، وعدم وجود تسريب خاطئ خارج الكبد.